# De Newtones
De Newtones vormen een Schiedamse band die, eind jaren zeventig begonnen, meer dan vijfentwintig jaar muziek blijft maken.
Door een enorme honger om liedjes te schrijven, ontstaat een behoorlijke catalogus aan eigen nummers, waarvan Better Days, Life is Great en Slow down goed weergeven, waar deze  muzikanten zich mee bezighouden: het schrijven en spelen van korte, pakkende popsongs, met de sound die sinds de ontwikkeling van de elektrische gitaar en de elektrische basgitaar niet meer is weggeweest. Omdat de Newtones graag nummers spelen van hun grote voorbeelden, zoals The Kinks en The Ramones, wordt ook een aardig repertoire van covers opgebouwd, hoewel hooguit een kwart van hun ruim tweehonderd liedjes uit andermans werk bestaat. De Newtones zijn "self made" en de groei die de band heeft doorgemaakt richt zich hoofdzakelijk op perfectionering van manieren om "Het Liedje" te schrijven en uit te voeren. Een hoog Top 40-gehalte zullen de Newtones nooit bereiken. Daarvoor houden ze te veel van hun ongepolijste muziek. 
De Newtones hebben hun ziel en zaligheid in de lichte muziek gelegd en al sinds de introductie van de Indo Rock, eind jaren vijftig, doen vele duizenden amateurbands dat, de een succesvoller dan de ander. Zoals al deze amateurbands zullen de Newtones niet meer dan een voetnoot in de Nederlandse pophistorie blijken te zijn. Wat vrij uniek is, is het uithoudingsvermogen van deze band. Dat de Newtones zonder grote successen meer dan vijfentwintig jaar door blijven spelen, komt waarschijnlijk omdat ze hun liefde voor muziek vooral met plezier combineren en alle goede adviezen en hypes laten voor wat ze zijn.
Het blijven gewoon: de Newtones.
De Newtones zijn lid van Muziekkollektief 't Slachthuis in Schiedam, dat ooit bands als de Ramjets, Rens Valentine Five en Jamrax voortbracht en in het nieuwe millennium onder andere TDRR, Grand Canyon Divers en Het Kees tot haar leden kan rekenen. Bovendien maken de Newtones deel uit van een bloeiende Schiedamse muziekscene, met tientallen bands, waarvan naast Vegas for Millions, Turd, Rivan en Pirates and Pitlizards, Peter de Vries' Allstar Band en de Urn het meest in het oog springen.
De bandleden: 
- Hans van Rij (drums en zang)
- Jan van Velzen (bas en zang)
- Nils Mekel (toetsen, gitaar en zang, vanaf 1980)
- Rien Schaap (gitaar en zang, tot 1997)
- Martin Tchai (gitaar en zang, 1980-1981)
- Jan van 't Hof (gitaar en zang, 1995)
- Jacqueline de Haas (percussie, 1991)

## Beknopte albumlijst
- I still believe in you (EP, 1981)
- Tones by the Newtones (1988)
- Inside out (1990)
- Radio Razor (Live 1993)
- No-one's watching TV on TV (1995)
- You let it go (1999)
- Slow down (EP, 2003)
- Live is Great, Volume 1 - 4 (2003-2004)